# Davidsonia jerseyana
Davidsonia jerseyana (F.M.Bailey) G.J.Harden & J.B.Williams è una pianta appartenente alla famiglia delle Cunoniaceae originaria dell'Australia orientale. È considerata una specie in via di estinzione.

## Descrizione

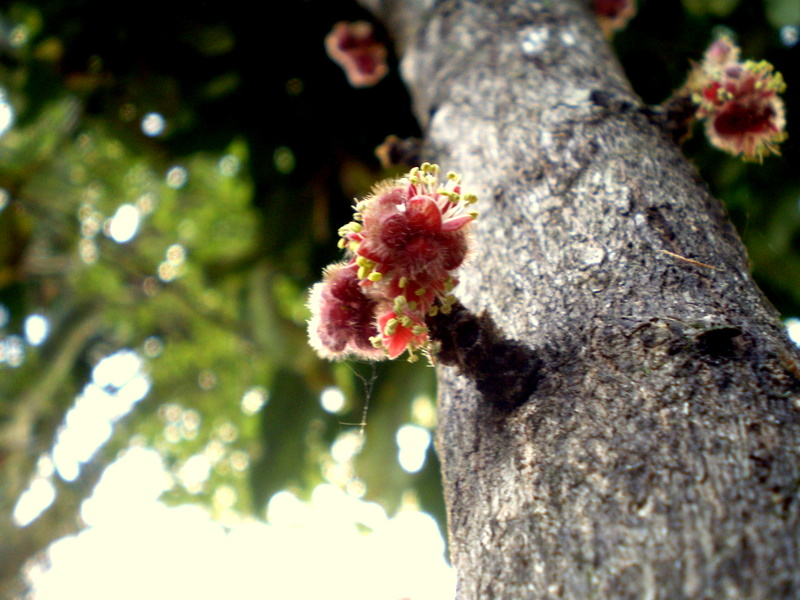
Fiori di D. jerseyana

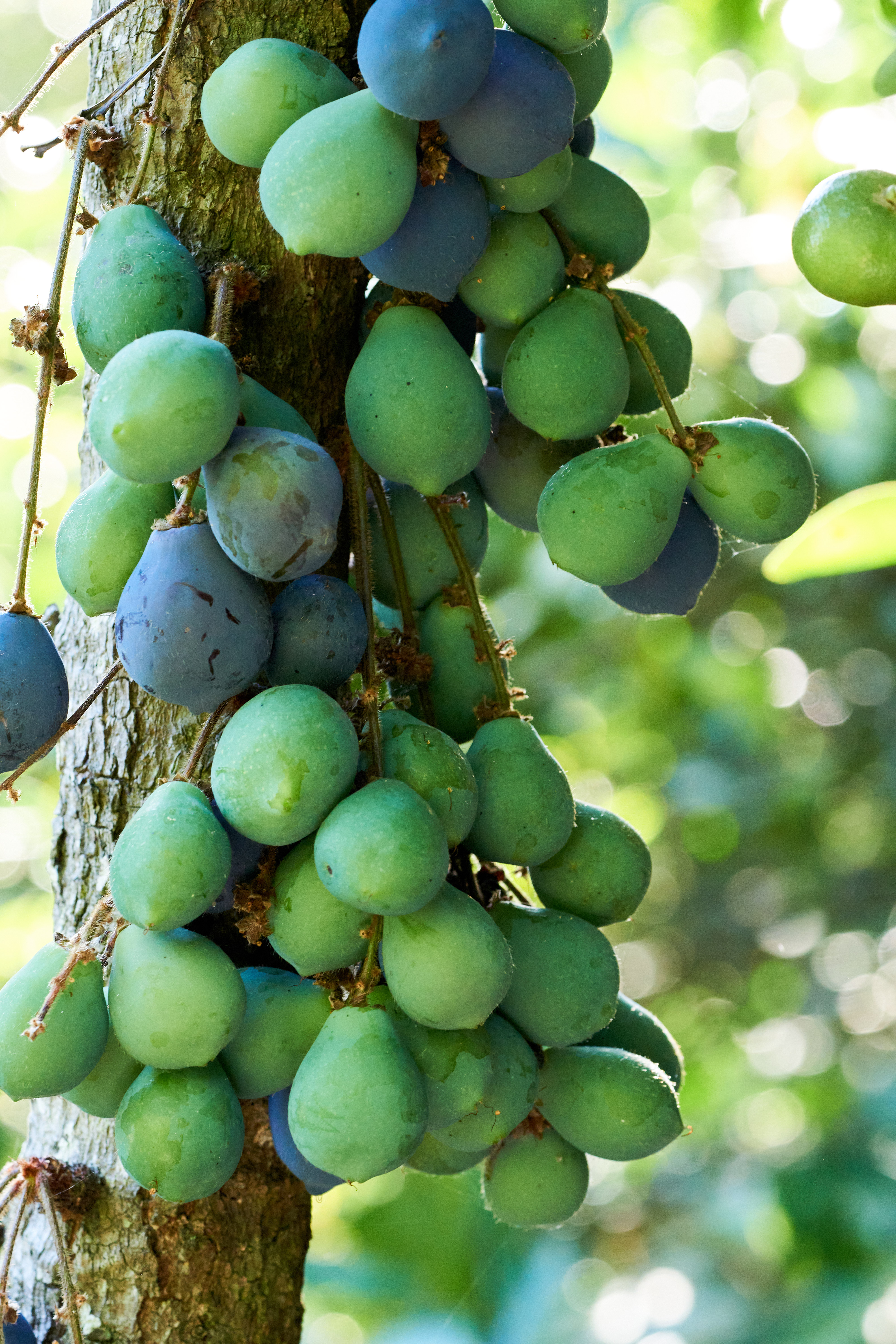
Frutti di D. jerseyana

Davidsonia jerseyana è un piccolo albero, talvolta con più fusti, dal tronco sottile, alto fino a circa 6-10 m. La corteccia è sugherosa, leggermente ruvida, di colore da marrone a grigio-marrone, leggermente screpolata e squamosa.
Le foglie adulte, alterne e picciolate, sono lunghe, imparipennate e sono composte da a 17-19 pinnule. Sono disposte a ciuffo, come in una palma, sulla sommità del tronco. Il picciolo è lungo fino a 20 cm. La lamina fogliare è lunga fino a 60-80 cm. Le pinnule sono appuntite, dentate o seghettate e sono lunghe fino a oltre 30 cm. Le foglie sono leggermente ricoperte da peli ispidi e irritanti su entrambi i lati. 
I fiori caulifloriformi, si presentano in racemi o pannocchie dense, lunghe da 5 a oltre 25 cm. I fiori sono piccoli, rossastri, ermafroditi, peduncolati e con perianzio semplice; i petali sono assenti.
Dai fiori si formano frutti (drupe) di colore da nero-blu a nerastro, simili a prugne e leggermente setolosi, grandi 3,5–5 cm, a forma di pera o obovati, dalla polpa rossastra. Di solito contengono due noccioli appiattiti, morbidi, grandi circa 2 cm. 

## Distribuzione e habitat
La specie è originaria dell'Australia orientale (Queensland e Nuovo Galles del Sud) e cresce principalmente nei climi subtropicali.

## Usi
I frutti succosi e aspri sono commestibili. Di solito non vengono consumati freschi a causa dell'acidità e del basso contenuto zuccherino. In Australia i frutti sono molto apprezzati e anche le piante vengono coltivate.